# ميكي ميلون
ميكي ميلون (بالإنجليزية: Micky Mellon)‏ هو لاعب كرة قدم ومدرب كرة قدم إسكتلندي في مركز الوسط، ولد في 18 مارس 1972 في بيزلي في إسكتلندا. لعب مع نادي بريستول سيتي ونادي بلاكبول ونادي بيرنلي ونادي ترانمير روفرز ونادي كورك سيتي ونادي كيدرمينستر هاريرز لكرة القدم ونادي ويتون ألبيون ووست بروميتش ألبيون.

## وصلات خارجية
- ميكي ميلون على موقع قاعدة بيانات كرة القدم.إي يو (الإنجليزية)
- ميكي ميلون على موقع Soccerbase.com (لاعب) (الإنجليزية)
- ميكي ميلون على موقع Soccerbase.com (مدرب) (الإنجليزية)